# 하현곤
하현곤(河賢坤, 1983년 11월 28일 ~ )은 대한민국의 가수, 드러머이자  클릭비의 멤버이다.

## 학력
- 부전초등학교 (졸업)
- 항도중학교 (졸업)
- 한양공업고등학교 (졸업)
- 경기대학교 전자디지털음악학과 (학사)

## 앨범
- 2008년 <내게 와>
- 2008년 <남자들의 이별이야기>
- 2009년 <그녀는 지켜주세요>
- 2010년 <Acoustic>
- 2010년 <Lady>
- 2011년 <파랑새>
- 2012년 <하팩 캘린더 1월>
- 2012년 <하팩 캘린더 2월>
- 2012년 <하팩 캘린더 3월>
- 2012년 <하팩 캘린더 4월>
- 2012년 <하팩 캘린더 5월>
- 2012년 <하팩 캘린더 6월>
- 2012년 <하팩 캘린더 7월>
- 2012년 <하팩 캘린더 8월>
- 2012년 <하팩 캘린더 9월>
- 2012년 <하팩 캘린더 10월>
- 2012년 <하팩 캘린더 11월>
- 2012년 <느즈막즈음...>
- 2013년 <하팩 캘린더 2013년 1월>
- 2013년 <하팩 캘린더 2013년 2월>
- 2013년 <하팩 캘린더 2013년 3월>
- 2013년 <하팩 캘린더 2013년 4월>
- 2013년 <하팩 캘린더 2013년 5월>
- 2013년 <하팩 캘린더 2013년 6월>
- 2013년 <하팩 캘린더 2013년 7월>
- 2013년 <하팩 캘린더 2013년 8월>
- 2013년 <하팩 캘린더 2013년 9월>
- 2013년 <하팩 캘린더 2013년 10월>
- 2013년 <하팩 캘린더 2013년 11월>
- 2013년 <인연>
- 2014년 <하팩 캘린더 2014년 1월>
- 2014년 <하팩 캘린더 2014년 2월>
- 2014년 <하팩 캘린더 2014년 3월>
- 2014년 <하팩 캘린더 2014년 5월>
- 2014년 <하팩 캘린더 2014년 6월>
- 2014년 <하팩 캘린더 2014년 7월>
- 2014년 <하팩 캘린더 2014년 8월>
- 2014년 <하팩 캘린더 2014년 9월>
- 2014년 <하팩 캘린더 2014년 10월>
- 2014년 <하팩 캘린더 2014년 11월>
- 2014년 <꿈을 꾸다>
- 2015년 <하팩캘린더 2015년 1월>
- 2015년 <하팩캘린더 2015년 2월>
- 2015년 <하팩캘린더 2015년 3월>
- 2015년 <하팩캘린더 2015년 4월>
- 2015년 <하팩캘린더 2015년 5월>
- 2015년 <하팩캘린더 2015년 6월>
- 2015년 <하팩캘린더 2015년 7월>
- 2015년 <2015년 하팩캘린더 8월>
- 2015년 <2015년 하팩캘린더 9월>
- 2015년 <2015년 하팩캘린더 10월>
- 2015년 <2015년 하팩캘린더 11월>
- 2015년 <2015년 하팩캘린더 3.5>
- 2016년 <2016년 하팩캘린더 1월>
- 2016년 <2016년 하팩캘린더 2월>
- 2016년 <2016년 하팩캘린더 3월>
- 2016년 <Spring Package>
- 2016년 <2016년 하팩캘린더 5월>
- 2016년 <2016년 하팩캘린더 6월>
- 2016년 <2016년 하팩캘린더 7월>
- 2016년 <2016년 하팩캘린더 8월>
- 2016년 <2016년 하팩캘린더 9월>
- 2016년 <2016년 하팩캘린더 10월>
- 2016년 <2016년 하팩캘린더 11월>
- 2016년 <2016년 하팩캘린더 12월>
- 2017년 <빛나라 은수 OST - Part.8>
- 2018년 <펑펑 울었어>

## 비고
- 클릭비 노민혁와 초등학교, 중학교 동창이다.